# Пятьдесят гривен
Пятьдесят гривен (укр.  П'ятдесят гривень) — номинал монет и банкнот независимой Украины, введённых в обращение 2 сентября 1996 года.

## История
Работы по созданию денег в независимой Украине начались весной 1991 года. Авторами эскизов гривны были художники Василий Лопата и Борис Максимов, эскизы были утверждены тогдашним главой Нацбанка Владимиром Матвиенко. Первые банкноты были напечатаны в 1992 году. Их образцы попали в банки, однако в обращении банкноты не были.

### Образец без года
Вторые банкноты были изготовлены британской фирмой Томас де ла Рю.
Банкнота печаталась на специальной белой бумаге, которая не флуоресцирует в ультрафиолетовых лучах, с фиксированным многоцветным водяным знаком в виде портрета на лицевой стороне. Банкнота содержит также и другие элементы защиты: скрытое изображение, рельефные элементы, антисканерную сетку, микротекст, радужную и орловскую печати, видимые защитные волокна, совмещённое изображение, скрытый номинал, магнитный и флуоресцентный номера. В толще бумаги размещена защитная полимерная лента шириной 1 мм, на которой можно прочитать повторяющаяся надпись Украина при рассмотрении купюры против света. Преобладающие цвета — оранжевый и фиолетовый.
На аверсной стороне банкноты ближе к правому краю размещён портрет украинского историка и общественно-политического деятеля Михаила Грушевского. Кроме того на лицевой стороне содержатся надписи Украина и Национальный банк Украины, размещена подпись председателя НБУ, указан номинал (числом и прописью), указаны серия и номер банкноты. На купюре размещена также метка для людей с ослабленным зрением в виде круга.
На реверсной стороне банкноты по центру размещено гравюрное изображение здания Верховной Рады Украины. Также содержатся надписи Национальный банк Украины и указано числом и прописью номинал купюры. Дизайн обеих сторон банкноты дополнен орнаментом.
На банкнотах размещена одна из двух подписей: Вадима Гетьмана или Виктора Ющенко.
Главной особенностью данной серии купюр является то, что на них не указан год печати.
Банкнота введена в обращение 2 сентября 1996 года.

### Образец 2004 года
Банкноты печатались на Банкнотно-монетном дворе НБУ.
Банкнота изготовлена на специальной тонированной бумаге, оттенок которого соответствует преобладающему цвету банкноты, не флуоресцирует в ультрафиолетовых лучах, с многоцветным водяным знаком в виде портрета на лицевой стороне купюры. Кроме того банкнота содержит другие элементы защиты: антисканерную сетку, защитную ленту, микротекст, видимые и невидимые защитные волокна, совмещенное изображение, рельефные элементы, радужную печать, флуоресцентный и магнитный номера. Преобладающий цвет — фиолетовый.
На аверсной стороне банкноты ближе к правому краю размещено графическое изображение Михаила Грушевского. Также лицевая сторона банкноты содержит изображение Малого Государственного Герба Украины, надпись Национальный банк Украины, номинал купюры (числом и прописью), эмблему НБУ в виде гривны Киевской Руси, подпись председателя НБУ и метка для людей с ослабленным зрением в виде круга.
На реверсной стороне банкноты по центру размещено гравюрное изображение дома Украинской Центральной Рады, окруженный с обеих сторон фигурами крестьянки со снопом и рабочего, использовал Георгий Нарбут на стогривневой банкноте 1918 года. Кроме того обратная сторона банкноты содержит эмблему НБУ, серию и номер купюры, год печати, а также номинал, указанные числом и прописью. Дизайн обеих сторон дополнен орнаментом.
На банкноте содержится надпись тогдашнего главы Национального банка Сергея Тигипко.
Банкнота введена в обращение 29 сентября 2004 года.

### Образец 2019 года
Банкноты печатались на Банкнотно-монетном дворе НБУ в 2019 и 2021 годах. 
Водяные знаки были такими, как и в предыдущей серии. Оптически-сменный элемент в виде двух лент был расположен справа от портрета. Кодированное латентное изображение с номиналом было расположено в правой стороне аверса, но в другом виде.
Банкнота введена в обращение 20 декабря 2019 года.

### Памятная банкнота
По случаю двадцатилетнего юбилея Национальный банк выпустил памятную банкноту, которая является законным платежным средством и оборачивается
вместе с банкнотами выпусков 2004—2011 годов.
Банкнота идентична тем, что выпускались в 2011 году. Отличие: на лицевой стороне слева специальной краской напечатана надпись НБУ 20 лет, который при рассмотрении банкноты под разными углами надпись меняет цвет с золотистого на зелёный.
Введена в обращение 5 октября 2011 года.

## Статистические данные
| Банкноты разных лет выпуска | Банкноты разных лет выпуска | Банкноты разных лет выпуска | Банкноты разных лет выпуска | Банкноты разных лет выпуска | Банкноты разных лет выпуска | Банкноты разных лет выпуска   | Банкноты разных лет выпуска | Банкноты разных лет выпуска | Банкноты разных лет выпуска |
| Изображение                 | Изображение                 | Подпись                     | Размеры                     | Основные цвета              | Описание                    | Описание                      | Даты                        | Даты                        | Даты                        |
| Аверс                       | Реверс                      | Подпись                     | Размеры                     | Основные цвета              | Аверс                       | Реверс                        | печати                      | выпуска                     | изъятия                     |
| --------------------------- | --------------------------- | --------------------------- | --------------------------- | --------------------------- | --------------------------- | ----------------------------- | --------------------------- | --------------------------- | --------------------------- |
|                             |                             | В. Гетьман (1996)           | 133х66 мм                   | Оранжево-фиолетовый         | Михаил Грушевский           | Здание Верховной Рады Украины | 1992                        | 2 сентября 1996             | 1 января 2010               |
|                             |                             | В. Ющенко (1996)            | 133х66 мм                   | Оранжево-фиолетовый         | Михаил Грушевский           | Здание Верховной Рады Украины | 1992                        | 2 сентября 1996             | 1 января 2010               |
|                             |                             | С. Тигипко (2004)           | 136×72 мм                   | Фиолетовый                  | Михаил Грушевский           | здание Центральной рады УНР   | 2004                        | 29 марта 2004               | 1 ноября 2024               |
|                             |                             | В. Стельмах (2005)          | 136×72 мм                   | Фиолетовый                  | Михаил Грушевский           | здание Центральной рады УНР   | 2005                        | 1 декабря 2005              | 1 ноября 2024               |
|                             |                             | С. Арбузов (2011)           | 136×72 мм                   | Фиолетовый                  | Михаил Грушевский           | здание Центральной рады УНР   | 2011                        | 1 июня 2011                 | 1 ноября 2024               |
|                             |                             | И. Соркин (2013)            | 136×72 мм                   | Фиолетовый                  | Михаил Грушевский           | здание Центральной рады УНР   | 2013                        | 1 сентября 2013             | 1 ноября 2024               |
|                             |                             | С. Кубив (2014)             | 136×72 мм                   | Фиолетовый                  | Михаил Грушевский           | здание Центральной рады УНР   | 2014                        | 1 августа 2014              | 1 ноября 2024               |
|                             |                             | В. Гонтарева (2014)         | 136×72 мм                   | Фиолетовый                  | Михаил Грушевский           | здание Центральной рады УНР   | 2014                        | 1 июля 2015                 | 1 ноября 2024               |
|                             |                             | Я. Смолий (2019)            | 136×72 мм                   | Фиолетовый                  | Михаил Грушевский           | здание Центральной рады УНР   | 2019                        | 20 декабря 2019             | В обращении                 |
|                             |                             | К. Шевченко (2021)          | 136×72 мм                   | Фиолетовый                  | Михаил Грушевский           | здание Центральной рады УНР   | 2021                        | 21 декабря 2021             | В обращении                 |

## Памятные и оборотные монеты

### Золотые
Золотые монеты имеют идентичные параметры: масса каждого изделия 15,55 грамма при диаметре 25 мм. Исключение составляет лишь монета Оранта, вес которой составляет 3,11 грамма при диаметре 16 мм. Качество чеканки всех монет — пруф за исключением монеты Нестор-летописец (пруф-лайк).
Тираж каждой серии составляет от 2 000 до 5 000 экземпляров.
| Название           | Тираж | Дата выпуску    | Аверс | Реверс |  |
| ------------------ | ----- | --------------- | ----- | ------ |  |
| Оранта             | 2000  | 28 июля 1997    |       |        |  |
| Рождество Христово | 3000  | 29 декабря 1999 |       |        |  |
| Крещение Руси      | 3000  | 16 октября 2000 |       |        |  |
| Нестор-летописец   | 5000  | 27 декабря 2006 |       |        |  |
| Ласточкино гнездо  | 4000  | 28 мая 2008     |       |        |  |
| Украинский балет   | 4000  | 30 апреля 2010  |       |        |  |

### Серебряные
Серебряные монеты имеют идентичные параметры: вес каждого изделия составляет 500 грамм при диаметре 85 мм. Качество чеканки всех монет — специальный анциркулейтед.
Тираж каждой из серий составляет 1000—1500 монет.
| Название                                                      | Тираж | Дата выпуску     | Аверс | Реверс |
| ------------------------------------------------------------- | ----- | ---------------- | ----- | ------ |
| В честь визита на Украину Вселенского Патриарха Варфоломея I  | 1000  | 20 октября 2008  |       |        |
| По произведению Н. В. Гоголя «Вечера на хуторе близ Диканьки» | 1500  | 10 августа 2009  |       |        |
| Остров Хортица на Днепре — колыбель украинского казачества    | 1500  | 20 декабря 2010  |       |        |
| 20 лет независимости Украины                                  | 1000  | 19 августа 2011  |       |        |
| 1000-летие основания Софийского собора                        | 1000  | 16 сентября 2011 |       |        |
| 200 лет Никитскому ботаническому саду                         | 1000  | 26 июня 2012     |       |        |